# بهرام تاجگردون
بهرام تاجگردون (زاده ۱۳۲۵ در گچساران) سیاستمدار اصلاح‌طلب ایرانی است، که در دوره‌های اول و سوم مجلس شورای اسلامی بعنوان نماینده گچساران از استان کهگیلویه و بویراحمد در مجلس حضور داشت. وی دانش‌آموخته کارشناسی زیست‌شناسی است. او از نجات یافتگان بمب‌گذاری در دفتر حزب جمهوری اسلامی در تاریخ ۷ تیر ۱۳۶۰ می‌باشد.

## مجلس شورای اسلامی
تاجگردون در انتخابات دوره نخست مجلس شورای اسلامی، در رقابت‌های انتخاباتی با کسب ۵۲٫۵ درصد، از مجموع ۳۹ هزار و ۳۲۳ آراء ماخوذه، ۲۰ هزار و ۶۵۰ رای را به خود اختصاص داد و موفق شد به مجلس نخست راه یابد.
وی همچنین در انتخابات دوره سوم مجلس شورای اسلامی با کسب ۳۷٫۷ درصد از ۱۱۳ هزار و ۱۸ رای ماخوذه (۴۲هزار و ۵۹۴ رای) به مجلس سوم راه یافت. وی در انتخابات مجلس چهارم رد صلاحیت شده و در مجلس ششم با وجود پیروزی به دلیل ابطال نتیجه انتخابات از راه‌یابی به مجلس بازماند. در دوره‌های بعد نیز صلاحیت او برای حضور در انتخابات تأیید نشد.